# Víctor de Aldama
Víctor Gonzalo de Aldama Delgado (Madrid, 1978) es un empresario y abogado español, conocido por su implicación en los casos de corrupción conocidos como caso Ábalos o la trama de los hidrocarburos. Ha ocupado cargos como presidente del Zamora Club de Fútbol y cónsul honorario de Georgia en Zamora.

## Trayectoria empresarial
De Aldama ha desarrollado su carrera en sectores como la inversión inmobiliaria, la publicidad y la tecnología. En 2018, a través del Grupo Vivir, adquirió el Zamora Club de Fútbol, con el objetivo de sanear sus finanzas y convertirlo en sociedad anónima. Durante su gestión, el club logró ascender de Tercera División a Segunda B.
Su cercanía con figuras del Partido Socialista Obrero Español (PSOE) se consolidó a través de su hermano, Rubén de Aldama, quien fue escolta del exministro de Transportes José Luis Ábalos. Esta relación facilitó el contacto de Víctor con Koldo García, asesor de Ábalos, lo que le permitió actuar como intermediario en la adjudicación de contratos públicos durante la pandemia de COVID-19.

## Implicación en casos de corrupción

### Caso Ábalos
En 2024, De Aldama fue señalado como uno de los principales intermediarios en el llamado caso Ábalos, una trama de corrupción relacionada con la adjudicación de contratos públicos durante la pandemia de COVID-19. Según la Fiscalía Anticorrupción, actuó como comisionista entre empresarios y representantes públicos, facilitando contratos millonarios para el suministro de mascarillas. Se le acusa de establecer empresas en Portugal para transferir al extranjero las ganancias generadas, valoradas en unos 6,7 millones de euros.

### Trama de los hidrocarburos
Paralelamente, De Aldama ha sido investigado por su presunta implicación en una trama de fraude fiscal en el sector de los hidrocarburos. La Unidad Central Operativa (UCO) de la Guardia Civil lo sitúa, junto a su socio Claudio Rivas, como ideólogo y máximo responsable de una organización criminal que habría defraudado a la Hacienda Pública más de 182 millones de euros mediante el impago del IVA en la comercialización de combustibles.

### Delcygate
Aldama también estuvo implicado en el «Delcygate», una polémica reunión en enero de 2020 entre el entonces ministro Ábalos y la vicepresidenta de Venezuela, Delcy Rodríguez, en el aeropuerto de Barajas. Según la UCO, Aldama negoció con Rodríguez la compra de 104 lingotes de oro por 68,5 millones de dólares para Bancasa, y su presencia en el aeropuerto fue clave en la operación.

### Caso Fontanera
En marzo de 2025, Aldama afirmó en una entrevista en El programa de Ana Rosa: «Hay tres personas, que son los fontaneros o llamémoslo las cloacas del PSOE, que están bajo mando de Santos Cerdán. Son Javier Pérez Dolset, Jacobo Teijelo y Leire Díez. Se están poniendo en contacto con empresarios y gente para ofrecerles indultos y para ofrecerles tratos de favor siempre y cuando declaren contra mí, mientan sobre mí». Esta afirmación fue corroborada el 28 de mayo, cuando el diario El Mundo desveló que Leire Díez se reunió con un comandante de la Guardia Civil imputado en el caso Ábalos, Rubén Villalba, para silenciar a De Aldama y evitar que revelara información comprometedora a cambio de protección judicial y rehabilitación de su cargo.
En junio de 2025, Aldama protagonizó un tenso enfrentamiento público con Leire Díez, exmilitante del PSOE, durante una rueda de prensa en Madrid. Díez, quien se defendía de acusaciones relacionadas con la obtención de información comprometedora sobre miembros de la UCO, fue interrumpida por Aldama, quien la acusó de mentir y la calificó de «sinvergüenza». Este episodio intensificó la crisis política y generó una intensa reacción mediática y política.

## Repercusiones judiciales
En octubre de 2024, De Aldama fue detenido y enviado a prisión provisional por su implicación en la trama de los hidrocarburos. Posteriormente, en noviembre de 2024, solicitó declarar voluntariamente ante el juez del caso Ábalos, donde afirmó haber entregado comisiones a diversos cargos públicos, incluyendo al exministro José Luis Ábalos y al secretario de Organización del PSOE, Santos Cerdán. Estas declaraciones han sido objeto de controversia y han generado un intenso debate político.